# WWF No Mercy
『WWF No Mercy』は NINTENDO 64用3D対戦格闘ゲームである。
アスミック・エースエンタテインメントと 株式会社アキ（現シンソフィア）によって開発され THQが販売元である。
北米では2000年11月17日に、欧州では2000年12月15日に発売された。
1999年に発売された『WWF WRESTLEMANIA 2000』の後継にあたり、グラフィックや演出の改善のほか、さまざまなプレイモードの追加など、前作より幅広い楽しみ方が可能となっている。

## 概要
IGNでは、ユーザーの評価が10段階中9を獲得。
「この作品（WWF No Mercy）は最初から最後まで素晴らしいゲームであることが特徴である。
ゲームの特徴はレスラーのモーションとその操作性が素晴らしいのと、ゲームモードの種類が多く、音も素晴らしい。」
GameSpot では評価が10段階中7.7を獲得。
「あなたはまだ WWF WRESTLEMANIA 2000 の上によだれを垂らしている場合は、レスラーの更新、グラフィックの向上、ボーナス特典、WWF No Mercy で追加された新しいモードをプレイすると今後、物足りないと感じるようになるだろう。」